# Oblivion Sun
Oblivion Sun is een Amerikaanse band opgericht door twee leden van Happy The Man (HTM). Stan Whitaker en Frank Wyatt konden niet op Kit Watkins wachten om een nieuw album uit te brengen en komen dus met een nieuwe bandnaam.
Oblivion Sun is ook de naam van het debuutalbum van de band. De muziek op dit album lijkt sterk op die van HTM.

## Musici
- Stan Whitaker – gitaar, zang
- Frank Wyatt – toetsen, zang
- Bill Plummer – toetsen
- Dave DeMarco – basgitaar
- Chris Mack – slagwerk

## Composities
1. Fanfare (4:42) (Wyatt)
2. The ride (5:07) (Whitaker)
3. Noodlepoint (3:51) (Plummer)
4. Catwalk (7:40) (Wyatt)
5. No surprises (3;36) (Whitaker)
6. Re: Booty (3:29) (Plummer- Smith)
7. Chapter 7.1 (3:35) (Whitaker)
8. Tales of young whales (5:53) (Plummer)
9. Golden feast (6:45) (Wyatt)